# Fetge
Le fetge est un foie de porc salé et séché. C'est une spécialité de la région d'Albi dans le sud de la France. Ce mot signifie « foie » en occitan.

## Présentation
Le fetge a la taille du foie de porc entier. Il mesure vingt centimètres de long, de forme ovale et régulière. Sa couleur est d'un pourpre très sombre, presque noir. Son goût est prononcé, marqué par le sel.
Le fetge est fabriqué en faisant égoutter le foie avant de le tremper quelques jours dans du sel. Il est essuyé et ensaché dans un voile ou du boyau de porc et mis à sécher deux mois. Il peut aussi être fumé dans la cheminée.

## Historique
L'origine du fetge est ancienne et prend sa source dans la grande variété de recettes créées pour tirer parti de toute la viande du porc lors des tuailles. Dans son ouvrage, Festin occitan, Prosper Montagné reprend une recette d'Émile Rieux publiée en 1913 par le « bon aubergiste albigeois ». En 1927, Curnonsky et Marcel Rouff qualifient ce mets de « bon éperon à boire » et « c'est un mets duquel ne sauraient s'accommoder des estomacs délicats, mais il est pour d'autres un solide et vigoureux casse-croute et bien digne de nos vieux Albigeois robustes dans leur foie, rudes au harnois de gueule ».

## Cuisine
Il peut se manger froid en salade, remplaçant le jambon ou tiède, poêlé quelques minutes et servi déglacé au vinaigre avec des radis et des oignons.

## Sources